# 曇曠
曇曠，唐代法相宗僧人，約生活於公元八世紀，具體生卒年月不詳。出家後學唯識學、俱舍論，並入長安西明寺研究金剛般若經、大乘起信論等。後至河西（今甘肅武威）弘揚法義。
他的著作有《大乘百法明門論開宗義決》(774 CE)、《大乘入道次第開決》、《金剛般若經旨贊》、《大乘起信論略述》、《大乘起信論廣釋》、《大乘二十二問》等等。從公元763年起，曇曠住在敦煌（沙州所屬區之一），而他的許多註疏與作品都是在沙州龍興寺撰述，或於此地被人抄寫。這些著作後來在敦煌遺書中保存下來，而得重現天日。

## 外部連結
- 大乘二十二問 （页面存档备份，存于）
- 中國禪宗在西藏 （页面存档备份，存于）